# A skarlát betű (film, 1995)
A skarlát betű egy 1995-ben készített amerikai filmdráma. Nathaniel Hawthorne azonos című regénye alapján, Roland Joffé rendezésével valamint Demi Moore, Gary Oldman es Robert Duvall főszereplésével.
A film túlnyomórészt negatív kritikákat kapott, és a mozikban anyagi bukás volt. A filmet hét Arany Málna-díjra jelölték, amit a „Legrosszabb remake vagy folytatás” kategóriában meg is kapott, és a felmerült a valaha készült legrosszabb film-ek közé való jelölése is.

## Cselekmény
Hester Prynne, a konvenciókra fittyet hányó gyönyörű asszony és Dimmesdale tiszteletes tiltott és titkos szerelme az indiánháborúk korának puritán Új-Angliájában. A ruhára hímzett, a hitvesi hűtlenséget jelképező skarlát színű "A" betű, melyet Hester dacos büszkeséggel visel, az erkölcscsőszök világa ellen való örök lázadás szimbólumává nemesedett.

## Szereplők
| Karakter            | Színész                  | Magyar hang     |
| ------------------- | ------------------------ | --------------- |
| Hester Prynne       | Demi Moore               | Györgyi Anna    |
| Arthur Dimmesdale   | Gary Oldman              | Selmeczi Roland |
| Roger Prynne        | Robert Duvall            | Blaskó Péter    |
| Mituba              | Lisa Joliffe-Andoh       |                 |
| John Bellingham     | Edward Hardwicke         | Kristóf Tibor   |
| Horace Stonehall    | Robert Prosky            | Bitskey Tibor   |
| Thomas Cheever      | Roy Dotrice              | Makay Sándor    |
| Harriet Hibbons     | Joan Plowright           | Némedi Mari     |
| Dunsmuir őrnagy     | Malcolm Storry           | Juhász Jácint   |
| Goodman Mortimer    | James Bearden            |                 |
| Goody Mortimer      | Larissa Laskin           |                 |
| Goody Gotwick       | Amy Wright               |                 |
| Johnny Futószarvas  | George Aguilar           | Csuha Lajos     |
| Brewster Stonehall  | Tim Woodward             | Barbinek Péter  |
| Elizabeth Cheever   | Joan Gregson             |                 |
| Meredith Stonehall  | Dana Ivey                | Pásztor Erzsi   |
| Margaret Bellingham | Diane Salinger           |                 |
| Mary Rollings       | Jocelyn Cunningham       |                 |
| Sally Short         | Francie Swift            | Timkó Eszter    |
| Moskeegee           | Sheldon Peters Wolfchild |                 |
| Metacomet           | Eric Schweig             |                 |
| Faith Stonehall     | Kristin Fairlie          |                 |
| Prudence Stonehall  | Sarah Campbell           |                 |
| Mr. Bobbin          | Judd Jones               |                 |
| Pearl               | Jodhi May                | Szénási Kata    |

## Fogadtatása
A filmet hét Arany Málna díjra jelölték és ezek közül megkapta a díjat 1995-ben a Arany Málna díj a legrosszabb előzményfilmnek, remake-nek, koppintásnak vagy folytatásnak kategóriában.